# Аслан-хан Дагистани
Аслан-хан Дагистани — сефевидский чиновник начала XVIII века, губернатор Кухгилуе (бегларбег; 1702–1708) и Астарабада (хакем) во время правления Солтана Хусейна (1694–1722).

## Биография
Лезгин по происхождению. Вступил в должность в Астарабаде в 1708/09 году, и уже в начале его пребывания в должности провинции угрожали туркменские вторжения, которым помогали повстанцы из города Сайфья. Обеспокоенное этой новостью, правительство Сефевидов отправило Аслан-хана с 2000 солдатами для борьбы с ними.
По словам профессора Руди Матти, «вероятно» он оставался на своем посту, когда его брат Фатх-Али Хан Дагестани служил великим визирем (1716–1720). Его сын Мохаммад-хан стал губернатором Герата в 1708/9 году.